# Jack Tops
Jack Tops is een Nederlandse voormalig politicus van de lokale partij Veldhoven Samen Anders. Hij was tussen 2006-2012 wethouder van de gemeente Veldhoven.
Tops zat in de raadsperiode 2002-2006 in de Veldhovense gemeenteraad. Hij was voorzitter van de raadscommissie Stadsontwikkeling en Openbare Werken en zat tevens in de commissie Bestuurlijke Zaken en Financiën. Na de gemeenteraadsverkiezingen van 7 maart 2006 nam VSA deel aan de coalitie. Hierbij werd Tops benoemd tot wethouder van de gemeente Veldhoven. Zijn portefeuille bevatte Stedelijke Ontwikkeling en Wonen.
Na de gemeenteraadsverkiezingen van 3 maart 2010 nam VSA opnieuw deel aan de Veldhovense coalitie. Hierbij werd Tops weer benoemd tot wethouder en behield hij zijn portefeuille.
Op 25 september 2012 legde Tops zijn functie neer toen bleek dat hij zijn plannen om het centrum nieuw leven in te blazen niet kon waarmaken.